# رودلف روپتس
رودلف روپتس (انگلیسی: Rudolf Rupec; ۱۷ سپتامبر ۱۸۹۵ یا ۱۷ نوامبر ۱۸۹۶ – ۱ ژوئیهٔ ۱۹۸۳) بازیکن فوتبال اهل یوگسلاوی بود.
از باشگاه‌هایی که در آن بازی کرده‌است می‌توان به باشگاه فوتبال گراجانسکی زاگرب و باشگاه فوتبال راپید وین اشاره کرد.
وی همچنین در تیم‌های ملی فوتبال اتریش و یوگسلاوی بازی کرده‌است.